# Bigfoot
Bigfoot — компьютерная игра, разработанная украинской компанией Cyber Light Game Studio и выпущенная в 2017 году. Выполнена в жанре Survival horror.

## Игровой процесс
Игра представляет собой уникальную возможность собрать команду друзей или отправиться в одиночную экспедицию в леса диких заповедников и почувствовать себя настоящим охотником за Бигфутами.
Вам предстоит охотиться в различных погодных условиях. И днем и ночью вы будете выслеживать этих неуловимых существ по следам, ставить капканы и приманки, размещать камеры, запускать дрон для разведки.
В игре большое внимание уделяется изучению местности, вы можете найти заброшенные туристические лагеря, недавно заселенные дома охотников, глубокие пещеры.
Но помните: Бигфут не единственная опасность в этих лесах, защищаться надо и от других животных, например, волков и медведей.
В спасении вам помогут различные ресурсы, которые можно собирать и использовать, а также возможность разбить лагерь с костром с палатками. Но сможете ли вы действительно спастись?

## Сюжет
Странные происшествия начались весной 2016 года. В местных газетах и по телевидению стали часто появляться сообщения о необъяснимых исчезновениях туристов, отдыхающих в Национальном Парке.
Полиция и местные жители неоднократно устраивали поиски пропавших людей и часто находили их убитыми или даже разорванными на части.
Одни очевидцы говорят, что видели нечто похожее на огромного человека покрытого шерстью, а другие слышали невероятные крики из леса, которые не похожи на звуки известных животных или человека.
Полиция уверена, что это просто несчастный случай, ведь группа поехала сплавляться по реке. Но только игрок уверен, что в этом точно замешано одно из наиболее неуловимых существ, которого называют Бигфут, или Сасквоч.
Буквально на днях появилось еще одно сообщение об исчезновении группы геологов. Игрок понимает, что дальше так продолжаться не может и решает отправиться в заповедник, чтобы докопаться до истины…

## Разработка
Разрабатывается игра на движке Unreal Engine 4.
- 15 июня 2016 года был выпущен первый трейлер игры[11].
- 31 января 2017 года бета-тест был завершен и игра стала доступной для приобретения в Steam[12][13].
- 31 июля 2018 года вышла версия 2.0 с новыми картами, инструментами, а также искусственным интеллектом[14].